# Тирис-Усманово
Тирис-Усманово — село в Абдулинском городском округе Оренбургской области России.

## География
Расположено на реке Тирис в 21 км к западу от Абдулино, в 60 км к востоку от Бугуруслана и в 245 км к северо-западу от Оренбурга (305 км по автодороге).
Имеется подъездная дорога от автодороги Абдулино — Покровка — Северное, проходящей в 3 км к северу от села. Ближайшая ж.-д. станция Сарай-Гир (на линии Самара — Уфа) находится в 14 км к югу от села.

## История
Основателем села считается Гусман, первым поселившийся на этом месте предположительно в 1737 году. Скорее всего, эту землю Гусман получил в награду за государственную службу, приняв активное участие в подавлении восстания башкир.
Первоначально село называлось Киресу-Гусман, впоследствии переименовано в Тирис-Усманово.
Впервые село упоминается в материалах второй ревизии по Бугурусланскому уезду от 1748 года. Согласно записям, в селе в то время жило 75 душ мужского населения (женское не учитывалось). По данным на 1864 год здесь уже проживали почти 1000 человек, а общее число дворов достигло 107.
Развитие села в XVIII—XIX вв.
Беглые люди часто находили прибежище в селе Тирис-Усманово. После петровской военной реформы мужчинам надлежало проходить обязательную военную службу, минимальный срок которой составлял в то время 8 лет, а во многих случаях служба растягивалась до 25 лет. Нетрудно понять, почему было столько беглых солдат, прячущихся по лесам и оврагам. Беглых солдат называли тептярями. В конце XVIII века они были переведены в разряд военно-служилого сословия и перевелись в подчинение Оренбургского военного губернатора, согласно указу от 12 июля 1798 г.. Сейчас тептяри являются частью татарского народа. Это прямо указывает на то, что Гусман — основатель села — принадлежал к их группе и получил огромные земли за свою службу.
С 1817 года здесь проводился многолюдный базар, куда съезжались со всех близлежащих округов — из Казани, Оренбурга, Бугуруслана. Базар проводился в селе больше 30 лет, пока не был продан в Покровку. Попытки вернуть базар на прежнее место не увенчались успехом. В селе также находилась контора, которая впоследствии была перенесена в Сарай-Гир.
В 1887 году в селе была построена первая мечеть, когда из Нового Тириса приехал мулла Тухватулла. Построив мечеть, он вместе со своим отцом уехал обратно на родину. Другие две мечети были возведены уже в XX веке.
Согласно проведенной в 1897 году переписи, Тирис-Усманово относилось к Бугурусланскому уезду. Село населяли государственные крестьяне-тептяри магометанского вероисповедания. В конце XIX века в селе в общей сложности находилось 209 дворов, проживало 575 мужчин и 602 женщины. Помимо мечети имелись также школа и четыре водяные мельницы.
В селе некогда проживали представители многих национальностей — татары, чуваши, чермеши. История сохранила имена первых поселенцев — Удинки и Соудинки, которые приняли ислам. Их потомки до сих пор проживают в селе, которое в народе просторечно называется «Удинка». Чермеши, которые также приняли ислам, жили в селе за маленьким мостом.
Там, где сейчас находится Перовская мельница, поселился один из родственников Гусмана по имени Габдулла. Рядом с ними жило больше двадцати татарских семей. Габдулла не стал жить там, переселившись в Старый Шар. Татары же остались на месте и с тех пор носили имя Габдуллы.
Другой родственник Гусмана (Байбулат) первоначально обжился на берегу реки Болок , но когда сюда съехалась мордва, он вернулся в Тирис-Усманово. Память об этом событии сохранилась благодаря названию Булатовка — так называется место, где жил Байбулат.
В одной из школ села Тирис-Усманово хранится генеалогическое древо Хамидуллы, ведущееся еще с 1728 года. Когда-то Хамидулла был привезен из села Керале.
Географические названия
Важнейшим этапом, позволившим сохранить историю деревни и донести её до современных дней, являлась фиксация народных географических названий. Характерным примером являются названия лесов, окружающих село. К примеру, «Тэлэкей-лес», к которому некогда проложил мост человек по имени Телэкей. Другой лес, расположенный недалеко от села — «Шалкан булэк», имеет богатую и интересную историю: когда-то здесь толпами собирались охотники, ходившие на разную дичь, в особенности на медведей — чтобы их поймать, они специально сажали у опушки леса много репы (репа по-татарски будет «шалкан»).
Есть также гора «Мотаркыяр», носящая имя одного из жителей села Мотара — он проживал в селе, занимаясь огородничеством и ведя своё хозяйство.
В селе многие официальные названия улиц, не совпадают с теми, которые им дал народ. Советская улица в народе называется Домбау — по имени первых переселенцев из Тамбова. Полевую улицу называют Кэжэ урамы, что означает «козлиная».
Образование
В селе, на месте старой почты было основано медресе, где обучалось 33 детей. Первые учителя приехали в Тирис-Усманово после 1914 года. Кроме богословия начали преподавать светские предметы: география, математика и т. д.
В 1930 году сельчане Галлиев Шаймардан, Багаев Нуртдин, Фарзутдин, Зиннат по разрешению райисполкома разобрали дом кулака в селе Большой Сурмет и привезли его в село для строительства школы.
Открылась начальная школа. В одном помещении занимались учащиеся 1-3 классов. Учителями работали Бикбаев, Баязитов, Багаев Нурнутдин, Каменский Касым, Талипов Шариф.
В 1944 году в школе открыт 5-й класс. В 1947 году школа стала семилетней, 1956 — восьмилетней. 1 сентября 1986 году открыта новая средняя школа на 320 ученических мест.
С сентября 2009 года школа стала основной общеобразовательной, а с 2015 года школу вовсе закрыли в связи с сокращением финансирования. Учеников перевели в лицей в соседней Покровке (в 6,5 км к северу от села).

## Население

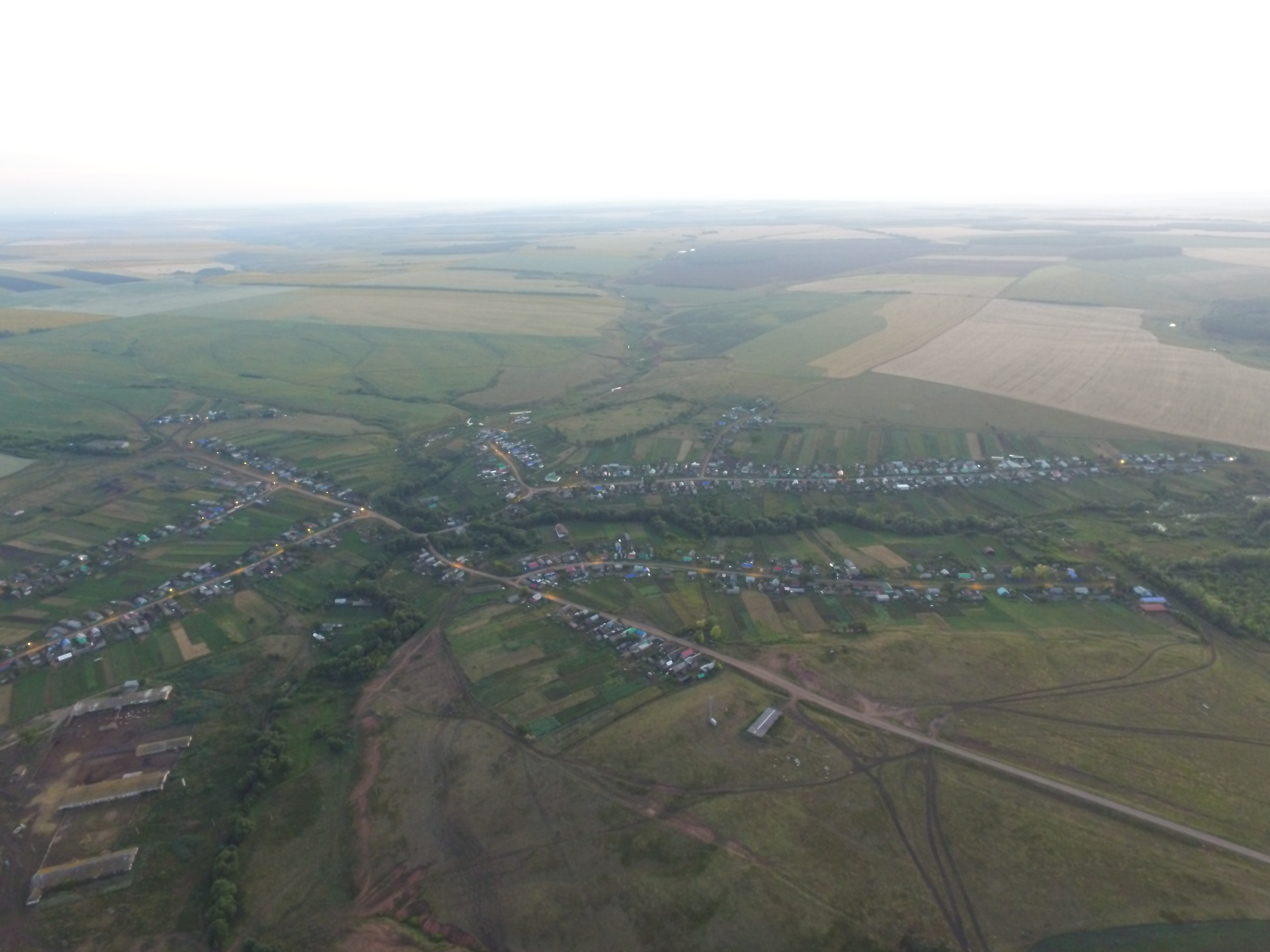
с. Тирис-Усманово с высоты птичьего полёта. 30.07.2016г

| 2010 | 2012 | 2013 | 2014 |
| ---- | ---- | ---- | ---- |
| 516  | ↘500 | ↘477 | ↘450 |